# التصنيفات الدولية لكوستاريكا
تتضمن القائمة التالية التصنيفات الدولية لكوستاريكا.

## التصنيفات الاقتصادية
- وفق تقرير التنافسية العالمي الصادر عنالمنتدى الاقتصادي العالمي لعام 2014-2015، حلّت كوستاريكا في المرتبة 51 من 144 دولة[1]

## المؤشرات الحكومية
- في مؤشر حرية الصحافة لعام 2017، حلّت كوستاريكا في المركز 6 من 180[2]
- وفق مؤشر مدركات الفساد\الشفافية الدولية لعام 2016، حلت كوستاريكا في المركز 41 من 176[3]

## الجيش
- وفق مؤشر السلام العالمي الصادر عن معهد الاقتصاد والسلام لعام 2014 حلّت كوستاريكا في المرتبة 42 من 162[4]

## المؤشرات الاجتماعية
- وفق مؤشر معيار جودة المعيشة الصادر عن وحدة استخبارات الإكونوميست 2013 حلّت كوستاريكا في المركز 30 من 80 دولة وتبعية[5]

## التصنيفات التكنولوجية
- وفق مؤشر الابتكار العالمي الصادر عن المنظمة العالمية للملكية الفكريةلعام 2024، حلت كوستاريكا في المرتبة 70 من 133 دولة شملها التصنيف[6]

## بيانات تاريخية
| المؤشر (السنة)                                                     | المؤلف\المصدر                 | سنة الإصدار | الدول المشمولة | الترتيب عالمياً (1) | الترتيب في أمريكا اللاتينية(2) |
| مؤشر السعادة العالمي (2.0)                                         | مؤسسة الاقتصاد الجديد         | 2012        | 151            | 1                  | 1                              |
| مؤشر الأداء البيئي                                                 | جامعة ييل                     | 2010        | 163            | 3                  | 1                              |
| مؤشر الفقر البشري(3)                                               | برنامج الأمم المتحدة الإنمائي | 2007-08     | 108            | 5                  | 4                              |
| مؤشر حرية الصحافة                                                  | مراسلون بلا حدود              | 2020        | 180            | 7                  | 1                              |
| قياس الفقر(4)                                                      | برنامج الأمم المتحدة الإنمائي | 2007-08     | 71             | 8                  | 3                              |
| مؤشر الديمقراطية                                                   | وحدة استخبارات الإكونوميست    | 2019        | 167            | 19                 | 2                              |
| مؤشر السلام العالمي                                                | وحدة استخبارات الإكونوميست    | 2010        | 149            | 26                 | 2                              |
| معيار جودة المعيشة                                                 | وحدة استخبارات الإكونوميست    | 2013        | 111            | 30                 | 2                              |
| مؤشر ليجاتوم للازدهار                                              | معهد ليجاتوم                  | 2010        | 110            | 33                 | 3                              |
| أفضل دول العالم (2008/2009)                                        | نيوزويك                       | 2010        | 100            | 35                 | 2                              |
| تصنيفات بيئة الأعمال (2009)                                        | وحدة استخبارات الإكونوميست    | 2009        | 82             | 40                 | 4                              |
| مؤشر مدركات الفساد                                                 | الشفافية الدولية              | 2010        | 178            | 41                 | 3                              |
| تنافسية السفر والسياحة (2019)                                      | المنتدى الاقتصادي العالمي     | 2019        | 140            | 41                 | 2                              |
| مؤشر جاهزية الشبكة (2010-2011) (تقرير تكنولوجيا المعلومات العالمي) | المنتدى الاقتصادي العالمي     | 2011        | 138            | 46                 | 3                              |
| مؤشر الحرية الاقتصادية                                             | مؤسسة التراث/وول ستريت جورنال | 2010        | 179            | 49                 | 7                              |
| تقرير التنافسية العالمي                                            | المنتدى الاقتصادي العالمي     | 2011        | 142            | 61                 | 5                              |
| مؤشر التنمية البشرية                                               | برنامج الأمم المتحدة الإنمائي | 2019        | 189            | 62                 | 4                              |
| قائمة الدول حسب مستوى الدخل(5)                                     | برنامج الأمم المتحدة الإنمائي | 2007-2008   | 126            | 100                | 5                              |
| مؤشر الفرص البشرية (1995-2005) (6)                                 | البنك الدولي                  | 2008        | 19             | N/A(6)             | 3                              |
| مؤشر رضا الحياة (2006-2007) (7)                                    | بنك التنمية للبلدان الأمريكية | 2008        | 24             | N/A(7)             | 1                              |

(1) التصنيف العالمي للدول المُقيّمة. انظر أيضًا الملاحظتين (3) و(4).
(2) التصنيف بين الدول العشرين في أمريكا اللاتينية (بورتوريكو غير مشمولة).
(3) التصنيف بين الدول النامية الـ108 بالبيانات المتاحة فقط.
(4) التصنيف بين الدول النامية الـ 71 بالبيانات المتاحة فقط. استُطلعت الدول المشمولة في العينة بين عامي 1990 و2005. يشير إلى السكان الذين يعيشون تحت خط فقر الدخل كما هو محدد بمؤشر البنك الدولي البالغ دولارين يوميًا.
(5) لأن المعامل الجيني المستخدم في التصنيف يتوافق مع سنوات مختلفة حسب البلد، ولأن مسوحات الأسر الأساسية تختلف في المنهجية ونوع البيانات المجمعة، فإن بيانات التوزيع ليست قابلة للمقارنة بدقة بين البلدان. لذا، فإن التصنيف مجرد بديل لأغراض مرجعية.
(6) أجرى البنك الدولي دراسة مؤشر الفرص البشرية على 19 دولة في منطقة أمريكا اللاتينية والكاريبي، حيث تُعدّ الإحصاءات ومعلومات التعداد السكاني الأكثر موثوقية. ولذلك، فهو مؤشر إقليمي، ولا يوجد تصنيف عالمي متاح.
(7) أجرى بنك التنمية للبلدان الأمريكية دراسة مؤشر الرضا عن الحياة شملت 24 دولة في منطقة أمريكا اللاتينية والكاريبي، استنادًا إلى حسابات البنك المستندة إلى استطلاع غالوب العالمي 2006-2007 ومؤشرات التنمية العالمية. وبالتالي، فهو مؤشر إقليمي.